# Schwellendosis
Die Schwellendosis ist jene Dosis eines Arzneistoffs, bei der eben eine gerade noch nachweisbare biologische Wirkung erkennbar ist. Sie wird z. B. bei toxischen Stoffwirkungen durch die LD5 angegeben, bei der 5 % Letalität beobachtet wird.